# Isopeda
Genre
Isopeda est un genre d'araignées aranéomorphes de la famille des Sparassidae.

## Distribution
Les espèces de ce genre se rencontrent en Océanie et aux Philippines.

## Liste des espèces
Selon World Spider Catalog (version 21.5, 02/11/2020) :
- Isopeda alpina Hirst, 1992
- Isopeda binnaburra Hirst, 1992
- Isopeda brachyseta Hirst, 1992
- Isopeda canberrana Hirst, 1992
- Isopeda catmona Barrion & Litsinger, 1995
- Isopeda deianira (Thorell, 1881)
- Isopeda echuca Hirst, 1992
- Isopeda girraween Hirst, 1992
- Isopeda leishmanni Hogg, 1903
- Isopeda magna Hirst, 1992
- Isopeda montana Hogg, 1903
- Isopeda neocaledonica Berland, 1924
- Isopeda parnabyi Hirst, 1992
- Isopeda prolata Hirst, 1992
- Isopeda queenslandensis Hirst, 1992
- Isopeda subalpina Hirst, 1992
- Isopeda vasta (L. Koch, 1867)
- Isopeda villosa L. Koch, 1875
- Isopeda woodwardi Hogg, 1903

## Publication originale
- L. Koch, 1875 : Die Arachniden Australiens. Nürnberg, vol. 1, p. 577-740 (texte intégral).